# Лінкольн (округ, Нью-Мексико)
Шаблон:StateAbbr_ 33°44′ пн. ш. 105°28′ зх. д. / 33.74° пн. ш. 105.46° зх. д.
Округ  Лінкольн (англ. Lincoln County) — округ (графство) у штаті  Нью-Мексико, США. Ідентифікатор округу 35027.

## Історія
Округ утворений 1869 року.

## Демографія
За даними перепису 
2000 року 
загальне населення округу становило 19411 осіб, зокрема міського населення було 9331, а сільського — 10080.
Серед мешканців округу чоловіків було 9503, а жінок — 9908. В окрузі було 8202 домогосподарства, 5631 родин, які мешкали в 15298 будинках.
Середній розмір родини становив 2,8.
Віковий розподіл населення поданий у таблиці:
| Стать    | До 15 років | 15-21 | 22-29 | 30-39 | 40-49 | 50-65 | 65-85 | Понад 85 |
| -------- | ----------- | ----- | ----- | ----- | ----- | ----- | ----- | -------- |
| Чоловіки | 1824        | 836   | 642   | 1040  | 1475  | 2037  | 1554  | 95       |
| Жінки    | 1762        | 731   | 642   | 1113  | 1605  | 2236  | 1645  | 174      |

## Суміжні округи
- Торренс — північ
- Гвадалупе — північ
- Де-Бака — північний схід
- Чавес — схід
- Отеро — південь
- Сьєрра — південний захід
- Сокорро — захід

## Виноски
1. ↑  U.S. Decennial Census. United States Census Bureau. Архів оригіналу за 19 липня 2018. Процитовано 2 січня 2015.
2. ↑  Historical Census Browser. University of Virginia Library. Архів оригіналу за 11 серпня 2012. Процитовано 2 січня 2015.
3. ↑  Population of Counties by Decennial Census: 1900 to 1990. United States Census Bureau. Архів оригіналу за 16 квітня 2015. Процитовано 2 січня 2015.
4. ↑  Census 2000 PHC-T-4. Ranking Tables for Counties: 1990 and 2000 (PDF). United States Census Bureau. Архів оригіналу (PDF) за 18 грудня 2014. Процитовано 2 січня 2015.
5. ↑  State & County QuickFacts. United States Census Bureau. Архів оригіналу за 6 червня 2011. Процитовано 29 вересня 2013.(англ.) Наведено за англійською вікіпедією.
6. ↑  American FactFinder. Бюро перепису населення США. Архів оригіналу за 26 лютого 2012. Процитовано 31 січня 2008.

| США | Це незавершена стаття з географії США. Ви можете допомогти проєкту, виправивши або дописавши її. |